# Tarcal
Tarcal è un comune dell'Ungheria di 3 276 abitanti (dati 2001), situato nella contea di Borsod-Abaúj-Zemplén.

## Storia
Conosciuto una volta come Tarczal, villaggio della regione ungherese del Tokaj-Hegyalja, è una zona di produzione del miglior vino Tokaji con i comuni di Mád e Tokaj. Tale vino è conosciuto già dal Quattrocento ed è tuttora prodotto secondo tradizione nelle tipologie Azsú, Late Harvest, Dry, Szamorodni, Essencia. Il paese si sviluppa lungo la strada statale che porta verso Tokaj. Interessanti le sue due chiese, come tradizione in Ungheria, alcuni palazzi sette/ottocenteschi e famose cantine.
Vi è presente la Master valley con i suoi impianti di vigneti sulle pendici del monte di Tokaj, la vecchia chiesa ebraica. L'UNESCO ha dichiarato la zona di Tokaj "World Heritage", ed è attualmente l'unica zona viticola protetta.